# إسماعيل ميرلو
إسماعيل ميرلو (بالإسبانية: Ismael Merlo)‏ هو ممثل إسباني، ولد في 1 سبتمبر 1918 في إسبانيا، وتوفي في 10 سبتمبر 1984 بمدريد في إسبانيا.

## وصلات خارجية
- إسماعيل ميرلو على موقع IMDb (الإنجليزية)
- إسماعيل ميرلو على موقع تيرنر كلاسيك موفيز (الإنجليزية)
- إسماعيل ميرلو على موقع أول موفي (الإنجليزية)
- إسماعيل ميرلو على موقع قاعدة بيانات الفيلم (الإنجليزية)